# Ганзі Мугула
Ганзі Мугула (24 липня 1979) — угандійський плавець.
Учасник Олімпійських Ігор 2012 року, був прапороносцем національної команди.